# 김부식
김부식(金富軾, 1075년 ~ 1151년)은 고려 평장사 직책을 지낸 고려 중기의 문신, 학자이다.
본관은 경주, 자는 입지(立之), 호는 뇌천(雷川)이다. 인종의 명을 받들어 정습명(鄭襲明), 김효충(金孝忠) 등 10인과 함께 《삼국사기》를 편찬하였다. 시호는 문렬(文烈)이다.

## 생애
김부식은 신라 왕실의 후예로 증조부인 김위영을 고려 태조가 경주(慶州)의 주장으로 임명하였다고 한다. 부친 김근이 좌간의대부로 관직에 진출하였으나 일찍 세상을 떠나 편모 슬하에서 성장하였다. 지위가 높은 가문이 아니었기 때문에 김부식과 그의 형제들은 과거를 통해 관직에 진출하였다.
김부식은 숙종 때 과거에 급제하여 안서 대도호부(安西 大都護府) 사록(司錄)과 참군 녹사(參軍錄事)로 배치되었고, 임기가 끝난 후 직한림원으로 임명되었으며, 좌사간, 중서사인을 역임하였다. 1121년(예종 16년)에는 임금에게 경사(經史)를 강의하는 임무를 맡기도 했다.
인종이 즉위하면서 외척인 이자겸은 국정을 농단하였다. 이 시기 김부식은 이자겸의 전횡에 비례(非禮)를 이유로 반대한 일 이 있으나 직접적으로 대항하지는 않고 묵종한 것으로 보인다. 그래서 그는 이자겸 집권기에 순탄하게 승진하였다. 또한 1126년과 1127년에 송나라에 사신으로 행차하여 송나라가 몰락하는 과정을 직접 목격하였으며, 박승중(朴昇中)·정극영(鄭克永)과 함께 《예종실록》의 편찬에 참여하여 《삼국사기》를 편찬할 수 있는 중요한 경험을 쌓았다. 어사대인(御史大人)·호부상서(戶部尙書)·한림원학사 등을 거쳐 평장사(平章事)에 승진하였고, 수사공(守司空)을 더하였다.
1126년(인종 4년) 이자겸이 피살됨으로써 그의 전횡은 끝났으나 이로 인한 혼란과 궁궐의 소실 등을 이유로 서경파가 득세하였다. 이 시기 김부식은 추밀원사(樞密院使)로 승진하여 재추(宰樞)의 반열에 오르는 등 정치적 지위가 급성장하였다. 묘청 등의 서경천도운동은 1129년(인종 7년) 무렵부터 대두되기 시작하여 서경에 궁궐을 축조하고 인종도 자주 행차하였다. 서경파의 정지상 등은 묘청과 백수한이 성인이니 모든 정치를 그들에게 물어서 행하자고 하면서 연판장을 돌렸다. 조정 신료 가운데 오직 평장사 김부식, 참지정사 임원애(任元敱), 승선(承宣) 이지저(李之氐)만이 이를 거부하였다. 그러나 서경의 서기(瑞氣)를 조작한 일이 탄로나고, 행차 때의 악천후 등이 잇따름에 따라 김부식 등의 반대파 의견이 우세하게 되었다. 그리하여 김부식 일파는 1134년(인종 12년) 인종의 서경 행차를 막는 데 성공하였다.
서경 천도가 불가능해지자 묘청·조광·유담 등은 1135년(인종 13년) 서경에서 반란을 일으켰다. 김부식은 토벌군의 원수가 되어 일단 개경에 머물고 있던 서경파 정지상, 김안(金安), 백수한을 처형하고 출전하였다. 김부식은 중군장으로서 좌군장으로 김부의(金副儀), 우군장으로 이주연(李周衍)을 거느리고 서경으로 향했다. 서인들은 묘청·유담들을 죽이고 항복하였으나, 조광(趙匡)이 또 반하므로 서경을 포위하고, 그 이듬해인 1136년에 잔당을 소탕하였다. 반란을 진압한 김부식은 수충정난정국공신(輸忠定難靖國功臣) 칭호와 검교태보수태위문하시중판상서이부사감수국사상주국 겸 태자태보(檢校太保守太尉門下侍中判尙書吏部事監脩國史上柱國兼太子太保)로 임명되었다. 김부식은 이 전공을 이용하여 정적(政敵)인 윤언이(尹彦頥)를 축출하고 정권을 잡았다.
이후 인종의 명을 받들어 정습명, 김효충(金孝忠) 등 10인과 함께 삼국사기의 편찬을 지휘하였으며, 최산보(崔山甫)·이온문(李溫文)·허홍재(許洪材)·서안정(徐安貞)·박동계(朴東桂)·이황중(李黃中)·최우보(崔祐甫)·김영온(金永溫) 등이 편수에 참여하였다. 그 후 집현전 태학사·태자태사(太子太師)의 벼슬과 동덕찬화공신(同德贊化功臣)의 칭호를 더하였다.
1140년(인종 18년) 이후 그의 세력이 약화되고 윤언이가 정계에 복귀하자 위기를 느낀 김부식은 1142년(인종 20년) 스스로 관직에서 물러났다. 김부식이 관직에서 물러난 뒤인 1145년(인종 23년)에 《삼국사기》 50권의 편찬이 완료되었다. 의종이 즉위하자 낙랑군 개국후(樂浪郡開國候)로 봉했고, 그 뒤 김부식은 《인종실록》의 편찬에도 참여하였다.
송나라의 사신 노윤적(路允迪)이 왔을 때 관반사(館伴使)로서 그를 맞아들였고, 같이 왔던 서긍(徐兢)이 그의 《고려도경》에 김부식의 집안을 실어 송나라 황제에게 진상함으로써 김부식의 이름은 송나라에도 유명하였다.
1151년(의종) 5년 77세의 일기로 세상을 떠났다. 세상을 떠난 지 19년 후 무신정변이 일어나 정중부에 의해 부관참시를 당한다. 대각국사의 비문을 지었고, 죽은 뒤 인종 묘정에 배향되었다. 문집 20권을 지었으나 전해지지 않는다.

## 평가
1123년 중국 송나라의 국신사(國信使)로 고려를 다녀갔던 서긍(徐兢)은 김부식을 긍정적으로 평가하였다.
“박학강식(博學強識)해 글을 잘 짓고, 고금을 잘 알아 학사의 신복을 받으니, 그보다 위에 설 수 있는 사람이 없다.”
— 서긍 (1123년). 《선화봉사고려도경(宣和奉使高麗圖經)》. 

신채호는 그가 왕명을 받아 서경 반란군 토벌을 지휘한 것에 부정적인 견해를 피력하였다.
고려부터 조선까지 1천 년간 ‘묘청의 난’보다 지나친 대사건이 없을 것이다. 이 사건에 대해 역사가들은 왕의 군사가 반역자를 친 전쟁으로 알았을 뿐이었으니….(중략) 만일 이와 반대로 김부식이 패하고 묘청 등이 이겼더라면, 조선사가 독립적이며 진취적으로 진전했을 것이다.— 신채호 (1929년). 〈조선역사상(朝鮮歷史上) 일천년래(一千年來) 제일대사건(第一大事件)〉. 《《조선사연구초(朝鮮史硏究草)》》. 

반면 한국 사학 1세대로 평가되는 역사학자 이기백 전 이화여대·서강대 교수는 아래와 같이 그의 저술에 대해 호평하였다.
《삼국사기》는 합리적인 유교사관에 입각하여 씌어진 사서로 이전의 신이적(神異的)인 고대 사학에서 한 단계 발전한 사서— 이기백 (1978년). 〈문학과 지성 (文學과 知性)〉. 《《삼국사기론(三國事記論)》》. 

## 저서
- 《삼국사기》

## 가족
- 증조부 : 김위영(金魏英, ? ~ ?)
- 조부 : 김원충(金元冲, ? ~ ?)
  - 아버지 : 김근(金覲, ? ~ ?), 국자좨주(國子祭酒) 좌간의대부(左諫議大夫)[7]
  - 어머니 : ?
    - 형 : 김부필(金富弼, ? ~ ?)[7]
    - 형 : 김부일(金副佾, 1071년 ~ 1132년), 문과 급제, 태위(太尉), 문간공(文簡公)
    - 동생 : 김부의(金副儀)[초명 부철(富轍)], 문사공(文司空), 문의공(文懿公)
      - 아들 : 김돈중(金敦中, 1119 ~ 1170년), 문과 급제, 좌승선(左丞宣)
        - 손자 : 김군수(金君綏, ? ~ ?), 문과 급제, 좌간의대부(左諫議大夫)

      - 아들 : 김돈시(金敦時, ? ~ 1170년)

## 김부식이 등장한 작품

### 텔레비전 ㅈ드라마
- 《무인시대》 KBS 드라마, 2003년~2004년, 배우 : 주효만

## 같이 보기
| - 신라 - 삼국사기 - 삼국유사 - 고려 인종 - 묘청 - 이자겸 - 척준경 - 김돈중 - 김돈시 - 김군수 - 일연 | - 춘추필법 - 묘청의 난 - 무신정변 - 설총 - 김대문 - 이인로 - 정습명 - 윤관 - 윤언이 - 윤인첨 - 정지상 | - 경진 - 이고 (고려) - 이의방 - 이준의 |